# Indalecio Armesto
Indalecio Armesto y Cobián (1838, Pontevedra - † 22 de febrer de 1890, ibíd.) fou un periodista, filòsof i polític espanyol, diputat a Corts durant la Primera República Espanyola.

## Biografia
D'ideologia republicana i pertanyent a la maçoneria, cultivà també la filosofia, està lligat tant a Menéndez Pelayo com a Gonzalo Díaz Díaz a l'hegelianisme i publicà envers el 1878 unes Discussions sobre la metafísica.
En els seus inicis participà en el diari madrileny La Discusión quan era dirigit per Nicolás María Rivero. Escrigué també a Las Antillas (1861) i més endavant prengué part en La Tutelar, El Crédito i El Progreso (1865), La Voz del Pueblo (1868), El Derecho (1870), La Crónica (1872-1873), La República (1873), El Orden (1884), El Anunciador i La Justicia, que dirigí des del 1880 fins a la seva mort.
Com a polític arribà a obtenir un escó de diputat pel districte de Pontevedra durant la Primera República Espanyola a les eleccions de 1873.